# بيتر سابا
بيتر سابا (بالسويدية: Péter Csaba)‏ هو موزع سويدي، ولد في 1952 في كلوج نابوكا في رومانيا.

## وصلات خارجية
- بيتر سابا على موقع ميوزك برينز (الإنجليزية)
- بيتر سابا على موقع أول ميوزيك (الإنجليزية)
- بيتر سابا على موقع ديسكوغز (الإنجليزية)